# Hinshult och Skoghult
Hinshult och Skoghult var 1990 en av SCB avgränsad och namnsatt småort i Nybro kommun i Småland. Den omfattade bebyggelse i Hinshult och Skoghult belägna i Kråksmåla socken nära länsväg 125 ungefär 5 kilometer norr om Alsterbro och strax öster om Lille Hindsjön och Hindabäcken. Efter 1990 existerar ingen beyggelseenhet med detta namn.

## Skoghult
Skoghult ligger vid en väg mot Älghult. Orten fick järnväg år 1912 och var från 1922 till 1963 järnvägsknut mellan Mönsterås-Åseda Järnväg och Ruda-Älghults Järnväg (RÄJ).

## Hinshult
Hinshult ligger söder om det nuvarande Skoghult. Orten omnämns första gången år 1451 ('Hinzhult'). 1498 hade Arvid Trolle 2 gårdar i Yttre Hinshult och 2 gårdar i Övre Hinshult, med tillhörande ålfisken.